# Diomedes (Thracië)

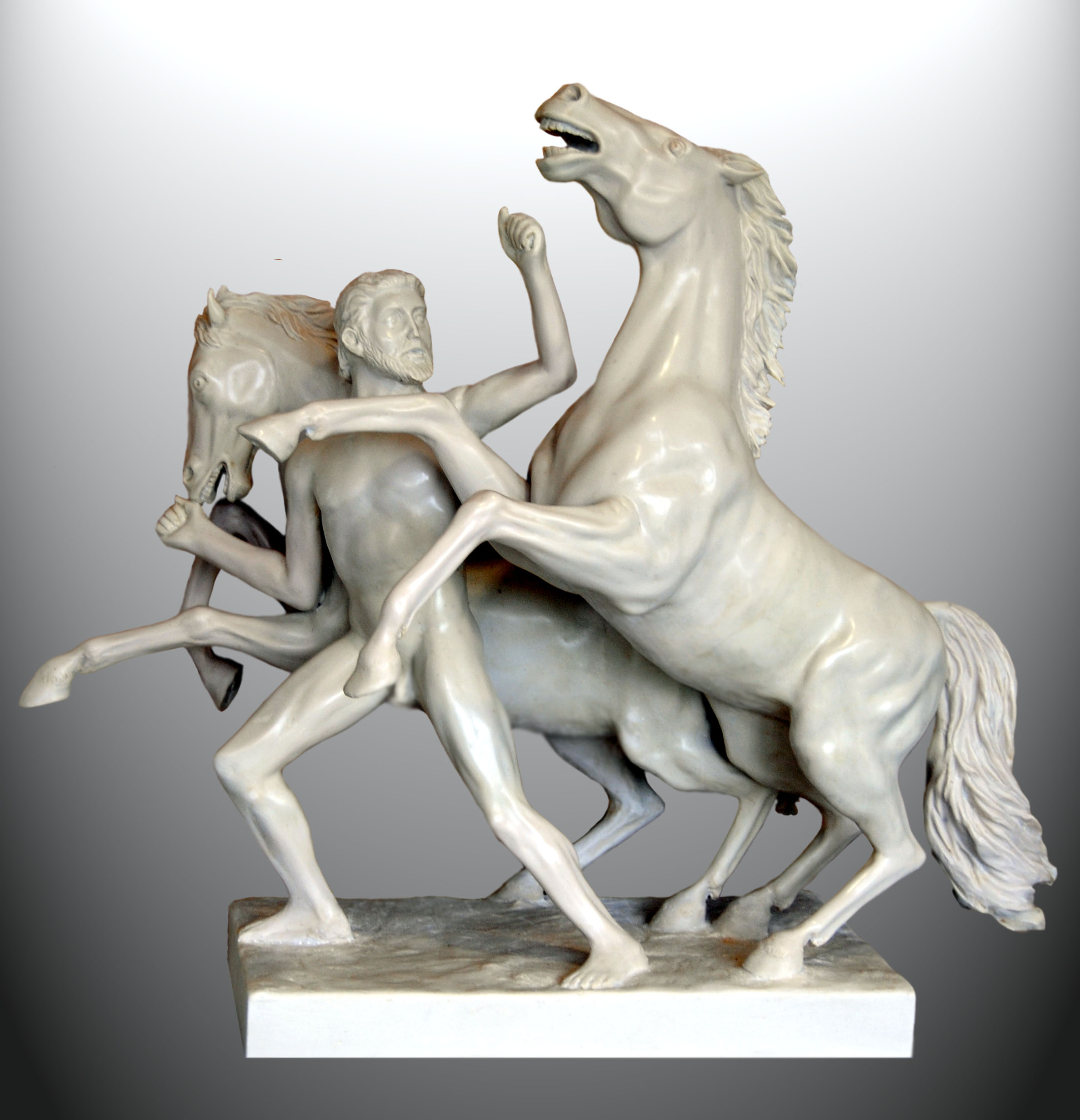
Herakles en de paarden van Diomedes

Diomedes (Oudgrieks: Διομήδης) is een persoon uit de Griekse mythologie. Hij was een zoon van Ares en de nimf Kyrene. Diomedes was koning van Thracië en werd vergezeld door vier bloeddorstige merries. Zijn lot werd bezegeld door Herakles, die als achtste opdracht de mensenetende paarden moest temmen en naar Mykene brengen. Diomedes kwam hierbij om het leven. De paarden werden uiteindelijk door Eurystheus vrijgelaten en aan Hera gewijd. Van hen zou het paard Bucephalus van Alexander de Grote afstammen.
Volgens Dio Chrysostomus zat Diomedes in verfijnde kleren op zijn troon, dronk hij veel en behandelde hij zowel vreemdelingen die door zijn gebied trokken, als zijn eigen onderdanen onrechtvaardig. Hiertegen stelde Herakles zich teweer door Diomedes te doden.
Nemeïsche leeuw · 
Hydra van Lerna · 
Hinde van Keryneia · 
Erymanthisch zwijn · 
Stallen van Augias · 
Stymphalische vogels · 
Stier van Kreta · 
Vleesetende paarden van Diomedes · 
Gordel van Hippolyte · 
Kudde van Geryones · 
Gouden appels van de Hesperiden · 
Kerberos